# Sowinko
Sowinko [pronunciación en polaco: /sɔˈvinkɔ/] (anteriormente en alemán Neu Zowen) es un pueblo ubicado en el distrito administrativo de Gmina Polanów, dentro del Condado de Koszalin, Voivodato de Pomerania Occidental, en el norte de Polonia occidental. Se encuentra aproximadamente a 16 kilómetros al noroeste de Polanów, a 21 kilómetros al este de Koszalin, y a 153 kilómetros al noreste de la capital regional Szczecin.
Antes de 1945, el área fue parte de Alemania. Para la historia de la región, véase Historia de Pomerania.
El pueblo tiene una población de 100 habitantes.